# William Keith, 8. Earl Marischal

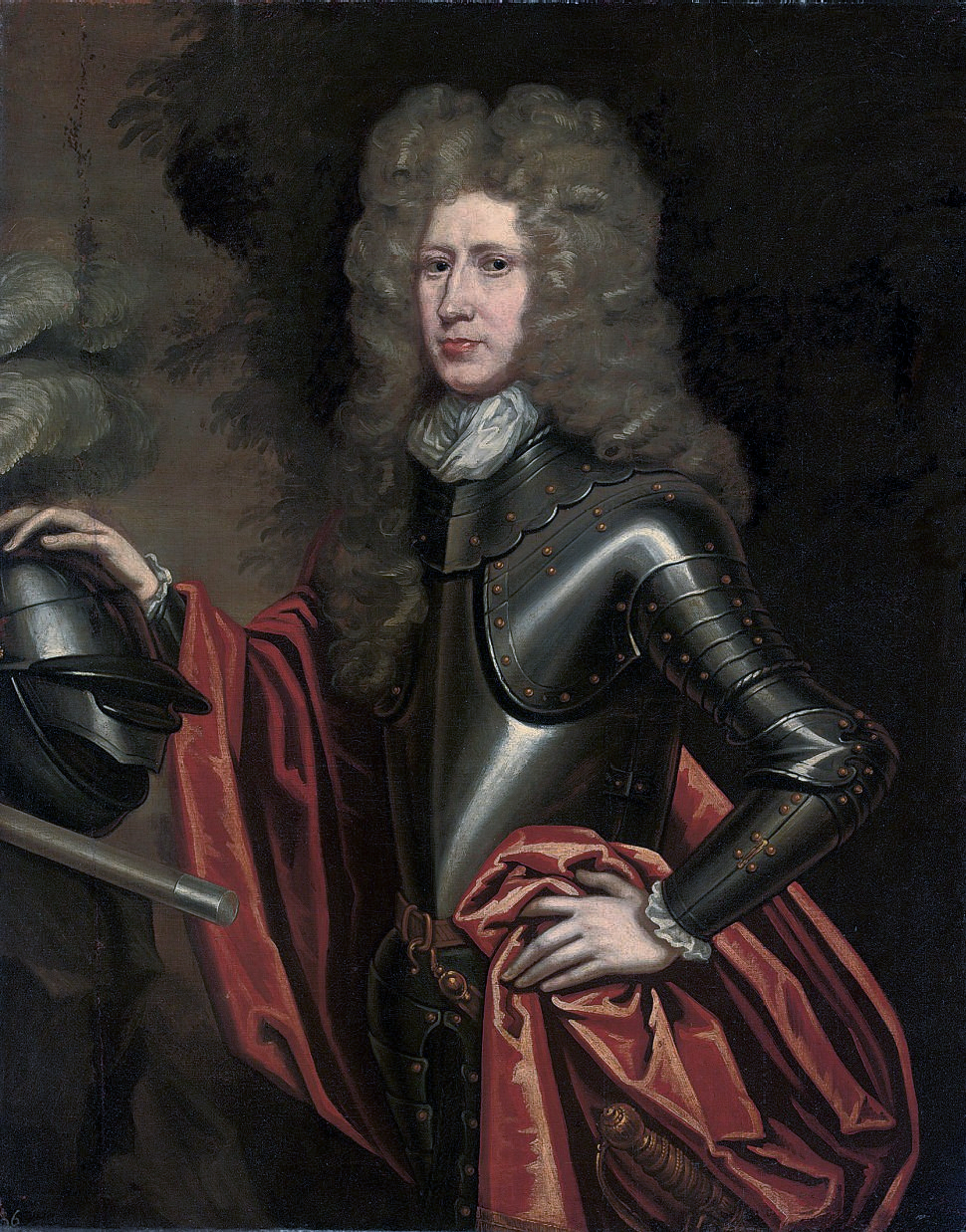
William Keith, 8. Earl Marischal

William Keith, 8. Earl Marischal (* um 1664; † 27. Mai 1712 in London) war ein schottischer Adliger und Politiker.

## Biographie
Er war der Sohn von George Keith, 7. Earl Marischal († 1694), und Lady Mary Hay († 1667), Tochter des George Hay, 2. Earl of Kinnoull († 1644). Beim Tod seines Vaters erbte er 1694 dessen Titel als 8. Earl Marischal, 8. Lord Keith und 7. Lord Altrie. Mit den Titeln war auch das erbliche Hofamt des Marschalls von Schottland sowie die erbliche Würde des Chief des Clan Keith verbunden.
1701 wurde er in den schottischen Kronrat (Privy Council) aufgenommen. Als Tory setzte er sich gegen die Vereinigung der Königreiche England und Schottland ein.
Er sympathisierte mit den Jakobiten und wurde 1705 vom exilierten Titularkönig Jakob III. als Knight Companion in den Distelorden aufgenommen. Während des Jakobitenaufstands von 1708 wurde er von der britischen Krone eingekerkert. Es gelang ihm aber, nach dessen Scheitern seine Freilassung zu erreichen und von 1710 bis 1712 als schottischer Representative Peer Mitglied des britischen House of Lords zu sein.

## Ehe und Nachkommen
Um 1690 heiratete er Lady Mary Drummond (1675–1729), Tochter des James Drummond, 4. Earl of Perth (um 1649–1716). Mit ihr hatte er vier Kinder:
- Lady Anne Keit († 1728), ⚭ Alexander Stewart, 6. Earl of Galloway;
- George Keith, 9. Earl Marischal (1692–1778);
- Lady Mary Keith (um 1695–1721), ⚭ John Fleming, 6. Earl of Wigtown;
- James Keith (1696–1758).